# 道の駅平成
道の駅平成（みちのえき へいせい）は、岐阜県関市下之保にある岐阜県道58号関金山線の道の駅である。

## 概要
1996年（平成8年）に当時の武儀郡武儀町に開駅。
1989年（平成元年）、同町内の平成（へなり）地区に改元とともに注目を集め多くの観光客が押し寄せた。武儀町は観光客の増加とまちおこしとして、「日本平成村構想」を策定。当時の竹下内閣のふるさと創生事業を活用して下之保地区に「元号橋」を建設したり、日本平成村の村長に女優の三田佳子を招き入れるなどを行ったが、観光客はその後減少をたどった。一時、武儀町の町名を「平成町」に改名する提案も出たが、一時的なブームとして反対意見が出たため実現はしなかった。
改元当初は平成地区にプレハブ小屋を設けて農産物などを販売していたが、1994年（平成6年）5月、道の駅平成の前身となる「日本平成村花街道センター」を下之保地区に開業。1996年に正式に道の駅として登録となった。駅名は元号と地名の「平成」を掛けているが、読みについては元号に合わせた「へいせい」が採用されている。
2018年（平成30年）に天皇明仁の退位が発表されると、来場者が再び増加に転じ、元号「平成」の最終日となった2019年（平成31年）4月30日には最大で10 kmの渋滞が発生した。なお、令和への改元前のイベントでは、日本平成村初代村長の三田もイベントに招かれている。

## 施設
- 駐車場
  - 普通車：111台
  - 大型車：4台
  - 身障者用：3台
  - 電気自動車充電スポット(普通/急速 各1台)
- トイレ（いずれも24時間利用可能）
  - 男：大 6器、小 10器
  - 女：12器
  - 身障者用：3器
- 公衆電話
- 平成ふれあいドーム
- ふれあい情報コーナー
- ギャラリー（三田佳子の写真や賞状を展示）
- 芝生広場
- 足湯（平成足湯治）[9]
- パン工房 平成[9]

施設管理
- 設置者：関市
- 指定管理者：エコピア平成[10]

### 名産品
- 平成弁当
- 平成そば
- 平成椎茸スナック
- 平成ういろ
- 平成みそ
- 大きなメロンパン（1日6個限定）
- イチゴソフト

## 休館日
- 年2回　館内清掃日（不特定）
- 年末年始

## アクセス
- 岐阜県道58号関金山線 - 登録路線

## 周辺
- 津保川
- 南宮神社
- 日龍峰寺
- 八滝ウッディランド
- お宮の清水
- 乳岩神社
- 水無神社